# تشارلز كلارك (منافس ألعاب قوى)
تشارلز كلارك (بالإنجليزية: Charles Clark)‏ هو منافس ألعاب قوى أمريكي، ولد في 10 أغسطس 1987 في فرجينيا بيتش في الولايات المتحدة.

## وصلات خارجية
- تشارلز كلارك على موقع الاتحاد الدولي لألعاب القوى (الإنجليزية)
- تشارلز كلارك على موقع TFRRS.org (الإنجليزية)
- تشارلز كلارك على موقع TFRRS.org (الإنجليزية)